# Puits Ferré d'Hennebont
Le puits Ferré d'Hennebont est situé rue du maréchal Joffre, à Hennebont dans le Morbihan.

## Historique
Le puits a été édifié en 1623, grâce à une souscription des habitants du quartier. 
Le puits est agrémenté d'une ferronnerie en 1825 à l'occasion de sa restauration. 
Le puits Ferré d'Hennebont fait l’objet d’une inscription au titre des monuments historiques depuis le 25 septembre 1928.

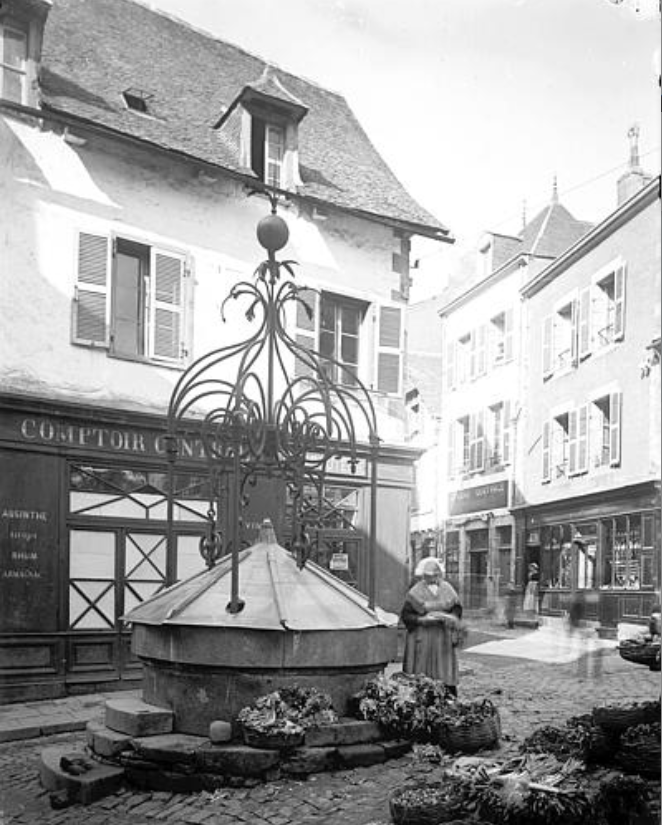
Le puits ferré photographié avant 1897.